# Гончариха (Звенигородський район)
Гончари́ха — село в Україні, у Звенигородському районі Черкаської області. Населення становить 440 осіб.
05.02.1965 Указом Президії Верховної Ради Української РСР передано сільради: Вербовецьку, Гончариську та Кайтанівську Шполянського району — до складу Звенигородського району.

## Особистості
У селі народилися:
- Гудзенко Прокіп Микитович (1913—1982) — український радянський педіатр, професор.
- Дідківський Вадим Юрійович (1995—2022) — солдат Збройних сил України, учасник російсько-української війни.